# Wremja (Zeitschrift)

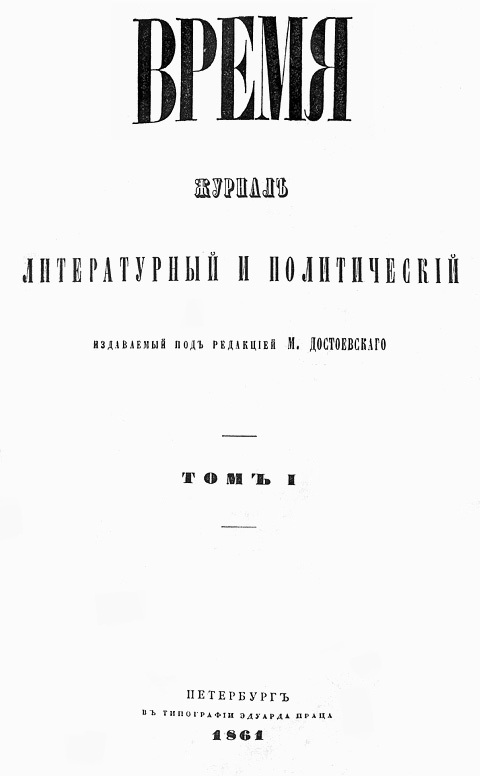
Die Titelseite der ersten Ausgabe von Wremja

Wremja (russisch Время, „Zeit“) war eine Sankt Petersburger Monatszeitschrift, die von 1861 bis 1863 erschien. Herausgeber war Michail Michailowitsch Dostojewski, der ältere Bruder von Fjodor Michailowitsch Dostojewski. In der Zeitschrift erschienen politische Artikel und literarische Arbeiten.

## Geschichte
Hintergrund der Gründung der Zeitschrift war Dostojewskis Wunsch, eigene literarische Arbeiten ohne Rücksichtnahme auf fremde Herausgeber publizieren zu können. Darüber hinaus wollte er dem Potschwennitschestwo Gehör verschaffen, einer Strömung innerhalb der slawophilen Bewegung, für die sich Dostojewski glühend einsetzte. Aufgrund seiner politischen Vorbelastung durfte Dostojewski verlegerisch nicht tätig werden; als Wremja Anfang 1861 gegründet wurde, war darum offiziell sein Bruder Michail der Herausgeber.
Die Redaktion befand sich in Michail Dostojewskis Wohnung (Malaja Meščanskaja, heute: Kaznačejskaja 1), gedruckt wurde die Zeitschrift in der Druckerei von E. Prats. Hausautoren waren Fjodor Dostojewskis politische Mitstreiter Nikolai Strachow und Apollon Grigorjew; weitere Beiträge kamen von Wsewolod Krestowski, Apollon Maikow, Jakow Polonski, Nikolai Nekrassow, Michail Saltykow-Schtschedrin und Nikolai Gerassimowitsch Pomjalowski. Die meisten dieser Autoren standen dem Potschwennitschestwo nahe, sodass eine hitzige Debatte mit den Autoren der gegnerischen Zeitschriften Sowremennik und Russkoje slowo entstand.
Von Januar bis Juli 1861 veröffentlichte Dostojewski in der Zeitschrift seinen Roman Erniedrigte und Beleidigte, vom Herbst 1861 bis Ende 1862 die Prosaarbeit Aufzeichnungen aus einem Totenhaus, und noch im Jahre 1862 seine Erzählung Eine dumme Geschichte.
Wremja war beim Publikum sehr erfolgreich und brachte Dostojewski so gute Einnahmen, dass er sich im Sommer 1862 eine ausgedehnte Reise durch Europa leisten konnte. Er schrieb darüber einen Essay Winterliche Aufzeichnungen über sommerliche Eindrücke, der von Februar 1863 an ebenfalls in Wremja erschien.
Nach dem Januaraufstand in Polen veröffentlichte Strachow im April 1863 den Artikel „Eine schicksalshafte Frage“ über das russisch-polnische Verhältnis. Der Artikel wurde durch die Zensur als regierungskritisch eingestuft. Am 24. Mai 1863 wurde die Zeitschrift verboten.
Im März 1864 gründeten Fjodor und Michail Dostojewski die Zeitschrift Epocha, die Wremja ersetzen sollte, aber nicht annähernd den Erfolg ihres Vorbildes erreichte.